# Kašnice
Kašnice (in tedesco Kaschnitzdorf) è un comune della Repubblica Ceca facente parte del distretto di Břeclav, in Moravia Meridionale.